# Neoglyphidodon oxyodon
 Neoglyphidodon oxyodon és una espècie de peix de la família dels pomacèntrids i de l'ordre dels perciformes. Poden assolir fins a 15 cm de longitud total. Va ser descrit per Pieter Bleeker el 1858.
Es troba a les Filipines, Indonèsia i el Mar de Timor.